# Zbožnov

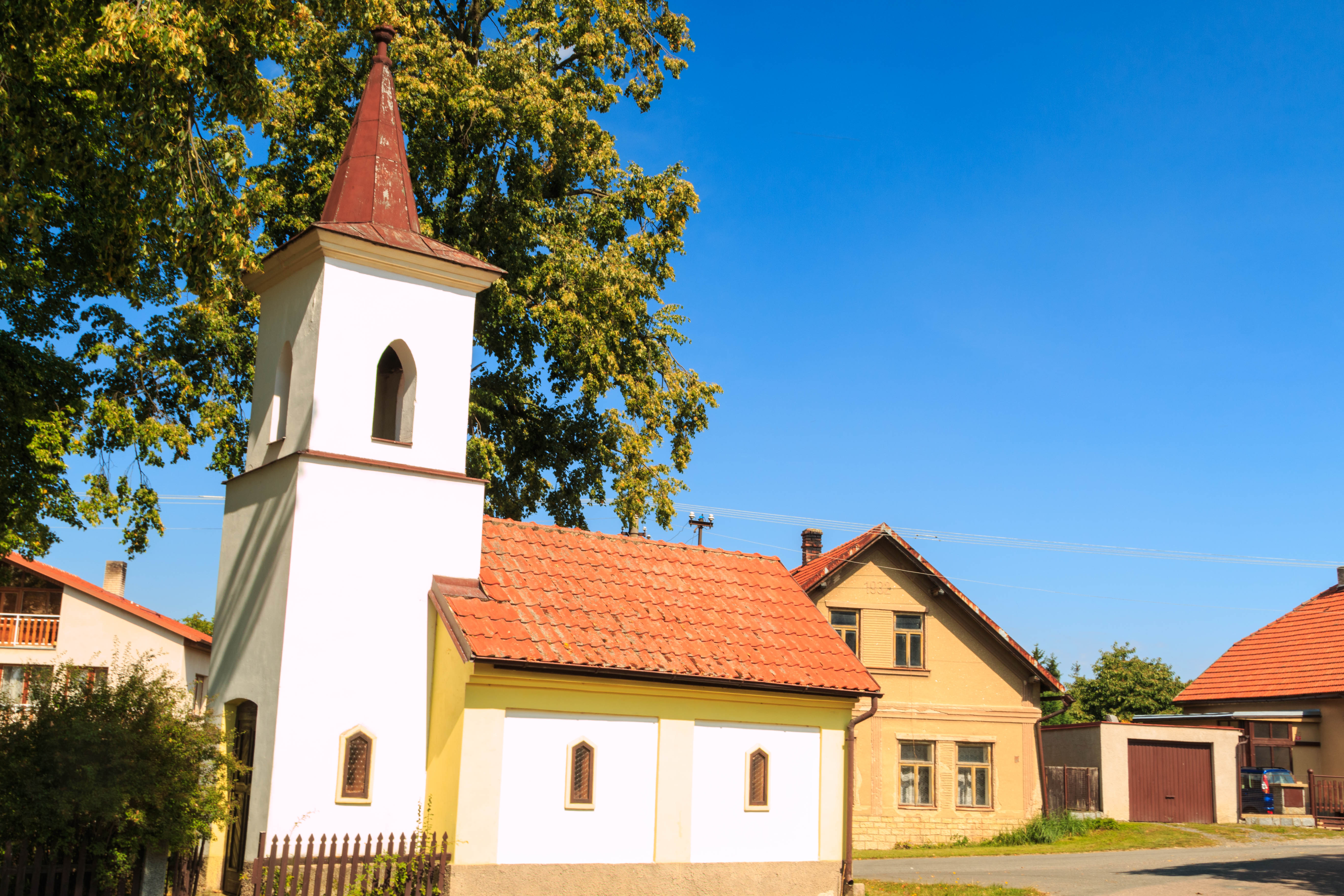
Kapelle der hl. Dreifaltigkeit

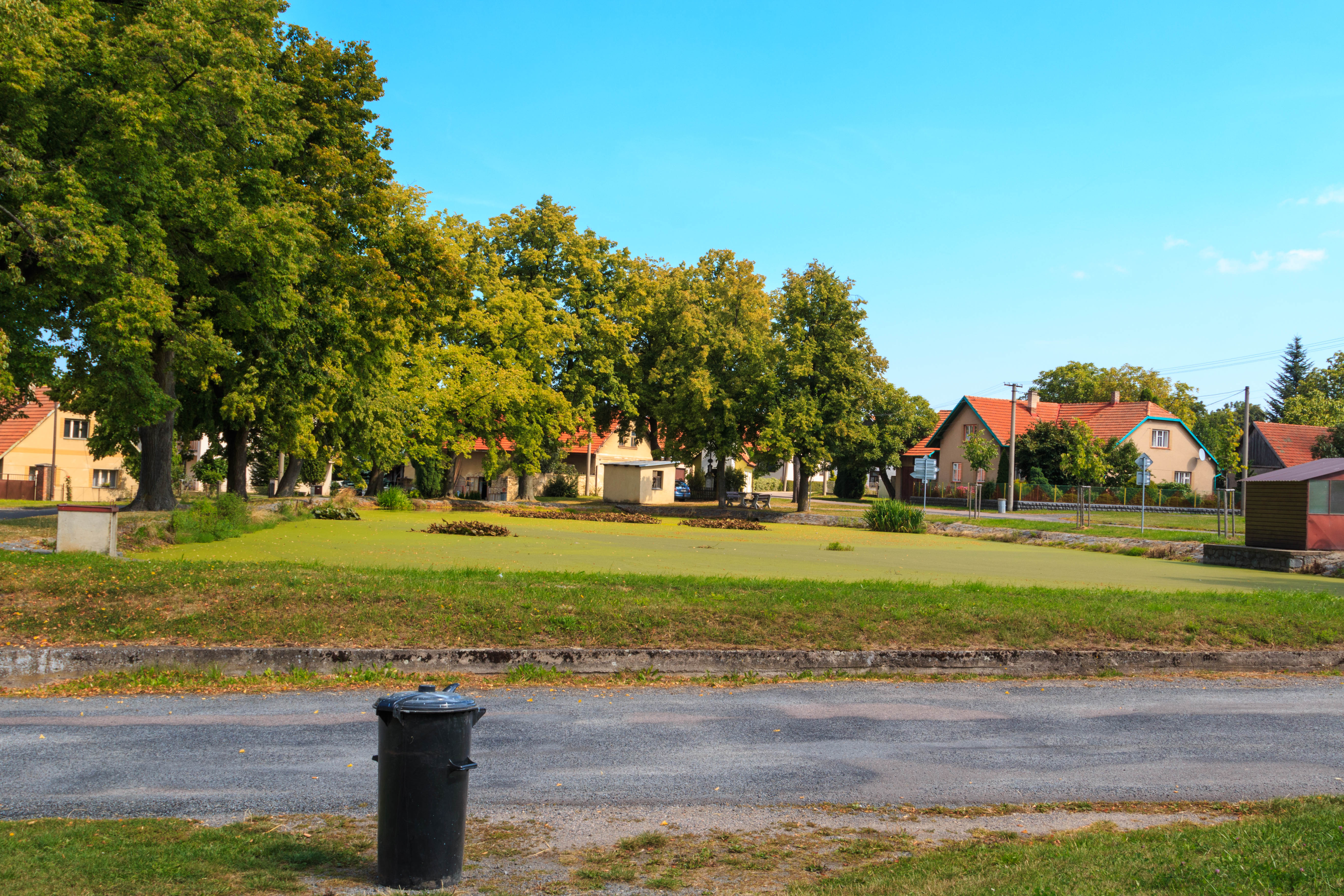
Teich auf dem Dorfplatz

Zbožnov (deutsch Zboschno, 1939–45 Boschnau) ist ein Ortsteil der Stadt Skuteč in Tschechien. Er liegt zwei Kilometer nordöstlich von Skuteč und gehört zum Okres Chrudim.

## Geographie
Zbožnov befindet sich rechtsseitig über dem Tal des Anenský potok in der Štěpánovská stupňovina (Stiepanower Stufenland bzw. Flözgebirge). Östlich erhebt sich die Heráně (453 m n.m.), im Südwesten der Humperky (469 m n.m.). 
Nachbarorte sind Bělá, Horní Radim, Zdislav und Tišina im Norden, Janovičky, Doly und Lhota u Skutče im Nordosten, Zadní Borek, Zhoř, Oborský Mlýn, Borek und Předhradí im Südosten, Lažany  im Süden, Skuteč im Südwesten, Kolonie und Bílý Kopeček im Westen sowie Bažantnice, Přibylov, Štěpánov und Hroubovice im Nordwesten.

## Geschichte
Zbožnov ist eine der ältesten Ortschaften in der Gegend um Skuteč. Der Name des Dorfes wird von einem heidnischen Heiligtum hergeleitet. Es wird angenommen, dass Zbožnov im 10. Jahrhundert durch den Fürsten Slavník, der der Überlieferung nach eine Burg auf dem Humperky besessen haben soll, gegründet wurde. Die erste urkundliche Erwähnung von Zbeznow erfolgte 1392 in der Landtafel, als Smil Flaška von Pardubitz die Richenburg mit den zugehörigen 62 Dörfern an Otto von Bergow und Boček II. von Podiebrad übergab. Im Jahre 1454 wurde erstmals eine Rychta in Zbožnov erwähnt. Die Schule wurde 1824 errichtet.  
Im Jahre 1835 bestand das im Chrudimer Kreis an der Straße von Richenburg nach Lusche gelegene Rustikaldorf Zboschno bzw. Zbožnow aus 26 Häusern, in denen 167 Personen lebten. Unter herrschaftlichem Patronat stand die Schule. Pfarrort war Skutsch. Bis zur Mitte des 19. Jahrhunderts blieb Zboschno der Herrschaft Richenburg untertänig.
Nach der Aufhebung der Patrimonialherrschaften bildete Zbožnov ab 1849 einen Ortsteil der Gemeinde Štěpánov im Gerichtsbezirk Skutsch. Ab 1868 gehörte das Dorf zum politischen Bezirk Hohenmauth. 1869 hatte Zbožnov 175 Einwohner und bestand aus 27 Häusern. Die Freiwillige Feuerwehr wurde 1897 gegründet. Im Jahre 1900 lebten in Zbožnov 215 Personen, 1910 waren es 205. Im Februar 1920 begann der Bau der Straße von Skuteč über Zbožnov nach Lhota u Skutče; 1924 wurde die Straße nach Štěpánov errichtet. 1930 hatte das Dorf 227 Einwohner. Wegen der Lage auf der Hochfläche litt das Dorf schon immer an Wassermangel; die Brunnen am oberen Ende versiegten in Dürrejahren, die unterhalb des Teiches führten bei Regen schlechtes Wasser. Am 23. Dezember 1937 löste sich Zbožnov von Štěpánov los und bildete eine eigene Gemeinde. Während des Zweiten Weltkrieges wurde der Damm des Dorfteiches ausgemauert; auf der Heráně entstand ein dreigeschossiger Aussichtsturm von 15 m Höhe. Nach der großen Dürre vom Herbst 1943 entstanden im Dorf Streitigkeiten wegen des Baus einer Wasserleitung. Am 24. Oktober 1944 stürzte ein deutsches Flugzeug auf dem Feld hinter Zbožnov ab, die beiden Besatzungsmitglieder starben. Ab Februar 1945 fanden drei russische Partisanen Unterschlupf in Zbožnov. Die Elektrifizierung des Dorfes erfolgte 1948. Im Jahre 1949 wurde Zbožnov dem neu gebildeten Okres Hlinsko zugeordnet, seit 1961 gehört die Gemeinde zum Okres Chrudim. 1959 erhielt Zbožnov eine Wasserleitung. Im Jahre 1960 erfolgte die Eingemeindung von Lhota u Skutče und Štěpánov. 1965 wurde eine Buslinie nach Skuteč eingerichtet. Zwischen 1972 und 1974 entstand das Kulturhaus mit Schulhausanbau. 1985 wurde Zbožnov nach Skuteč eingemeindet. Beim Zensus von 2001 lebten in den 54 Häusern von Zbožnov 126 Personen.

## Ortsgliederung
Der Ortsteil bildet einen Katastralbezirk.

## Sehenswürdigkeiten
- Kapelle der hl. Dreifaltigkeit, errichtet im 18. Jahrhundert. Die Glocke wurde 1942 als Kriegsmetall requiriert. 1956 wurde die Kapelle während einer Übung durch einen Panzerwagen schwer beschädigt. 1992 erhielt die Kapelle eine neue Glocke aus der Werkstatt Dytrych in Brodek u Přerova.